# Gubavac Veliki
Koordinati:   43°50′56″N, 15°33′08″E
Gubavac Veliki je majhen nenaseljen otoček v Jadranskem morju. Pripada Hrvaški.
Otoček leži okoli 0,5 km jugovzhodno od Atre Velike. Njegova površina meri 0,025 km². Dolžina obalnega pasu je 0,57 km.